# John Millman
John Millman (Brisbane, 14 juni 1989) is een Australische tennisspeler. Hij heeft één ATP-toernooi en elf challenger-toernooien in het enkelspel op zijn naam staan. In september 2018 versloeg hij Roger Federer in de vierde ronde van de US Open.

## Palmares enkelspel
| Legenda                       | Legenda               |
| ----------------------------- | --------------------- |
| Grand Slam                    |                       |
| Olympische Spelen             |                       |
| tot 2009                      | vanaf 2009            |
| Tennis Masters Cup            | ATP Finals            |
| ATP Masters Series            | ATP Tour Masters 1000 |
| ATP International Series Gold | ATP Tour 500          |
| ATP International Series      | ATP Tour 250          |

| Nr.                  | Datum            | Toernooi        | Ondergrond    | Tegenstander in finale | Score            | Details |
| -------------------- | ---------------- | --------------- | ------------- | ---------------------- | ---------------- | ------- |
| Gewonnen finales     |                  |                 |               |                        |                  |         |
| 1.                   | 1 november 2020  | ATP Nur-Sultan  | Hardcourt (i) | Adrian Mannarino       | 7-5, 6-1         | Details |
| Verloren finales     |                  |                 |               |                        |                  |         |
| 1.                   | 29 april 2018    | ATP Boedapest   | Gravel        | Marco Cecchinato       | 5-7, 4-6         | Details |
| 2.                   | 6 oktober 2019   | ATP Tokio       | Hardcourt     | Novak Đoković          | 3-6, 2-6         | Details |
| Gewonnen challengers |                  |                 |               |                        |                  |         |
| 1.                   | 4 oktober 2010   | Sacramento      | Hardcourt     | Robert Kendrick        | 6-3, 6-2         |         |
| 2.                   | 28 januari 2013  | Burnie          | Hardcourt     | Stéphane Robert        | 6-2, 4-6, 6-0    |         |
| 3.                   | 4 maart 2013     | Kioto           | Tapijt (I)    | Marco Chiudinelli      | 4-6, 6-4, 7-6(2) |         |
| 4.                   | 9 november 2014  | Traralgon       | Hardcourt     | James Ward             | 6-4, 6-1         |         |
| 5.                   | 16 november 2014 | Yokohama        | Hardcourt     | Kyle Edmund            | 6-4, 6-4         |         |
| 6.                   | 2 augustus 2015  | Lexington       | Hardcourt     | Yasutaka Uchiyama      | 6-3, 3-6, 6-4    |         |
| 7.                   | 16 augustus 2015 | Aptos           | Hardcourt     | Austin Krajicek        | 7-5, 2-6, 6-3    |         |
| 8.                   | 15 november 2015 | Kobe            | Hardcourt     | Taro Daniel            | 6-1, 6-3         |         |
| 9.                   | 26 november 2017 | Hua Hin         | Hardcourt     | Andrew Whittington     | 6-2, 6-2         |         |
| 10.                  | 25 februari 2018 | Kyoto           | Hardcourt (i) | Jordan Thompson        | 7-5, 6-1         |         |
| 11.                  | 13 mei 2018      | Aix-en-Provence | Gravel        | Bernard Tomic          | 6-1, 6-2         |         |

## Resultaten grote toernooien
| Legenda | Legenda                          |
| ------- | -------------------------------- |
| g.t.    | geen toernooi gehouden           |
| l.c.    | lagere categorie                 |
| –       | niet deelgenomen                 |
| G       | uitgeschakeld in de groepsfase   |
| 1R      | uitgeschakeld in de eerste ronde |
| 2R      | uitgeschakeld in de tweede ronde |
| 3R      | uitgeschakeld in de derde ronde  |
| 4R      | uitgeschakeld in de vierde ronde |
| KF      | uitgeschakeld in de kwartfinale  |
| HF      | uitgeschakeld in de halve finale |
| F       | de finale verloren               |
| W       | het toernooi gewonnen            |
| w-v     | winst/verlies-balans             |

### Enkelspel
| Grandslamtoernooien  |      |      |    |      |      |      |      |    |
| Australian Open      | 1R   | 1R   | 3R | –    | 2R   | 2R   | 3R   | 1R |
| Roland Garros        | –    | –    | 1R | 1R   | 1R   | 1R   | 1R   | –  |
| Wimbledon            | –    | 2R   | 3R | 1R   | 2R   | 3R   | g.t. | 1R |
| US Open              | –    | 1R   | 1R | 3R   | KF   | 1R   | 2R   |    |
| ATP Masters 1000     |      |      |    |      |      |      |      |    |
| Indian Wells         | –    | –    | 2R | –    | –    | 1R   | g.t. |    |
| Miami                | –    | –    | 2R | –    | 2R   | 2R   | g.t. | –  |
| Monte Carlo          | –    | –    | –  | –    | –    | 1R   | g.t. | 2R |
| Madrid               | –    | –    | –  | –    | –    | 2R   | g.t. | 2R |
| Rome                 | –    | –    | –  | –    | –    | 1R   | 2R   | 2R |
| Montreal/Toronto     | –    | –    | 1R | –    | –    | 2R   | g.t. | 2R |
| Cincinnati           | –    | –    | 2R | –    | –    | –    | 2R   |    |
| Shanghai             | –    | –    | –  | –    | –    | 2R   | g.t. |    |
| Parijs               | –    | –    | –  | –    | 1R   | –    | 1R   |    |
| Olympische Spelen    |      |      |    |      |      |      |      |    |
| Olympische Spelen    | g.t. | g.t. | 2R | g.t. | g.t. | g.t. | g.t. | 2R |
| Statistieken         |      |      |    |      |      |      |      |    |
| Totaal aantal titels | 0    | 0    | 0  | 0    | 0    | 0    | 1    | 0  |
| Eindejaarsranking    | 175  | 92   | 84 | 128  | 38   | 48   | 38   |    |

### Mannendubbelspel
| Grandslamtoernooien  |      |      |      |    |      |      |      |      |    |
| Australian Open      | 1R   | 2R   | 1R   | 1R | –    | 1R   | 1R   | 1R   | 3R |
| Roland Garros        | –    | –    | –    | 1R | –    | 2R   | 1R   | 1R   | –  |
| Wimbledon            | –    | –    | –    | –  | –    | 1R   | –    | g.t. | –  |
| US Open              | –    | –    | –    | –  | 2R   | 1R   | 1R   | –    |    |
| Olympische Spelen    |      |      |      |    |      |      |      |      |    |
| Olympische Spelen    | g.t. | g.t. | g.t. | –  | g.t. | g.t. | g.t. | g.t. | 1R |
| Statistieken         |      |      |      |    |      |      |      |      |    |
| Totaal aantal titels | 0    | 0    | 0    | 0  | 0    | 0    | 0    | 0    | 0  |
| Eindejaarsranking    | 989  | 367  | 593  | -  | 227  | 285  | 342  | 775  |    |